# Kulmaga
Kulmaga – mała osada kociewska w Polsce położona w województwie pomorskim, w powiecie starogardzkim, w gminie Smętowo Graniczne.
W latach 1975–1998 miejscowość administracyjnie należała do województwa gdańskiego.